# Carlos Aguilar (novelista)
Carlos Aguilar (Madrid, 1958) es un historiador cinematográfico y novelista español, especialista en temáticas relacionadas con el cine de género.

## Biografía
Nace en Madrid en 1958 y comienza a escribir en 1979 en el campo de los fanzines, dentro del cual publica uno sobre cine fantástico, Morpho, mientras estudia primero Psicología, en la Universidad Autónoma de Madrid, y después Cine, en el Taller de Artes Imaginarias. Debuta como profesional en 1982, y desde entonces, amén de otras actividades relacionadas con el medio (desde colaboraciones en la organización de festivales y con Filmoteca Española a la dirección de cineforos, así como la participación en programas de TVE), participa en múltiples revistas españolas y extranjeras (por ejemplo, la francesa Mad Movies, la alemana Schnitt, la italiana Nocturno, y, ya en España, Nosferatu, Quatermass, Fotogramas, Casablanca, Nickel Odeon, Cine Bis y Cuadernos de la Academia).

## Publicaciones
Además de estas colaboraciones en revistas, Carlos Aguilar ha publicado cerca de ochenta libros de cine, sumando obras individuales y colectivas, entre España, Italia y Alemania, tanto para editoriales comerciales como para festivales patrocinados por diversas instituciones (Diputación de Almería, Patronato de Festivales de San Sebastián, etc).
Entre las obras de autoría individual, destacan Joaquín Romero Marchent. La firmeza del profesional (1999),  Ricardo Palacios. Actor, director, observador (2003), Giuliano Gemma. El factor romano (2003), La espada mágica. El cine fantástico de aventuras (2006), Sergio Leone, Guía del cine, Guía del cine español y Clint Eastwood (todos en 2009) en España, y Jess Franco. El sexo del horror (1999) y FantaEspaña (2002), en Italia. También ha publicado, durante los últimos años, Jesús Franco (2011),  Mario Bava (2013), Julián Mateos (2015), Jean-Pierre Melville (2016), Cine cómico español, 1950-1961 (2017), EuroSexy (2020), Hugo Fregonese (2021), Cine de terror, 1950-1959 (2023) y American Western en España (2025). A finales de 2013 aparece uno de sus libros más ambiciosos e importantes, Cine y Jazz, que en apenas un año alcanza su segunda edición. Debe destacarse que este libro inaugura otra faceta en su producción, la historiografía musical, que prosigue mediante Julio Diamante y el Jazz (2022), Flamenco y Cine (2019), Flamenco Jazz (2021) y Julio Diamante y el Flamenco (2023), estos tres últimos coescritos junto a su mujer, Anita Haas.
En las obras de autoría compartida, sobresalen Las estrellas de nuestro cine (1996), junto a Jaume Genover, y tres libros escritos con su hermano Daniel, sobre los correspondientes géneros japoneses: Cine fantástico y de terror japonés (2001) y Yakuza Cinema (2005), en España, y Japanese Ero Gro & Pinku Eiga (2006), en Italia. Libros de Flamenco aparte, también ha escrito dos libros de cine junto con su esposa, la escritora canadiense Anita Haas: John Phillip Law: Diabolik Angel (2008) y Eugenio Martín: Un autor para todos los géneros (2008). Por su parte, Anita Haas es autora de Eli Wallach. Vitalidad y picardía (2006), prologado por Clint Eastwood, y ha participado en libros colectivos como Moonguide Spain (2007), Courting the Bull (2009) y La ciudad vestida de negro (2012).
Asimismo es autor de siete novelas: dos policiacas, La interferencia (1990) y Simbiosis (1994), dos relacionadas con el mundo del cine, Coproducción (1999) y Nueve colores sangra la luna (2005). También ha incursionado en el género western: En 2013 aparece su quinta novela, Un hombre, cinco balas, con la particularidad de estar ilustrada con fotogramas de películas, cualidad que se mantiene en la posterior, un western igualmente, Los hijos de la furia y de la noche (2021), con prólogo de Enrique Urbizu. Dos años después aparece, igualmente ilustrada con fotogramas de cine, Programa Doble: Mejor para los buitres/Cena escarlata en Transilvania (2023), que brinda la originalidad de entrañar dos relatos largos de géneros diferentes, western y
gótico, con prólogo de Juan Tébar. También publicó un relato corto, Nunca es tarde si la bala es buena en la antología La ciudad vestida de negro (2012). Ha participado como redactor y asesor en el documental Sergio Leone. Cinema, cinema (2000) y la serie Érase una vez en Europa (2001), sobre el cine de género europeo de los años 1950, 1960 y 1970, presentada por Christopher Lee. Entre sus varios premios internacionales destacan la Placa Sergio Leone (Festival de Torella dei Lombardi), por sus dos volúmenes sobre dicho cineasta, el Mino de Honor al conjunto de su carrera (Semana de Cine Fantástico de Cáceres) y la placa del Joe D'Amato Horror Film Festival.

### Guía del cine
No obstante, la obra capital de Aguilar es su monumental Guía del cine, pergeñada, escrita y actualizada desde su aparición, en la década de 1980, con el título de Gran enciclopedia del video cine. Perfeccionada luego con el título de Guía del video-cine, que llegó a conocer hasta siete ediciones, la obra cambió de dirección en 2004, bajo el nuevo título de Guía del cine, y constituye el mayor diccionario de películas editado en España. Su sexta edición, corregida y aumentada, apareció en 2018.